# قانون سياسة النفايات النووية

الختم العظيم للولايات المتحدة

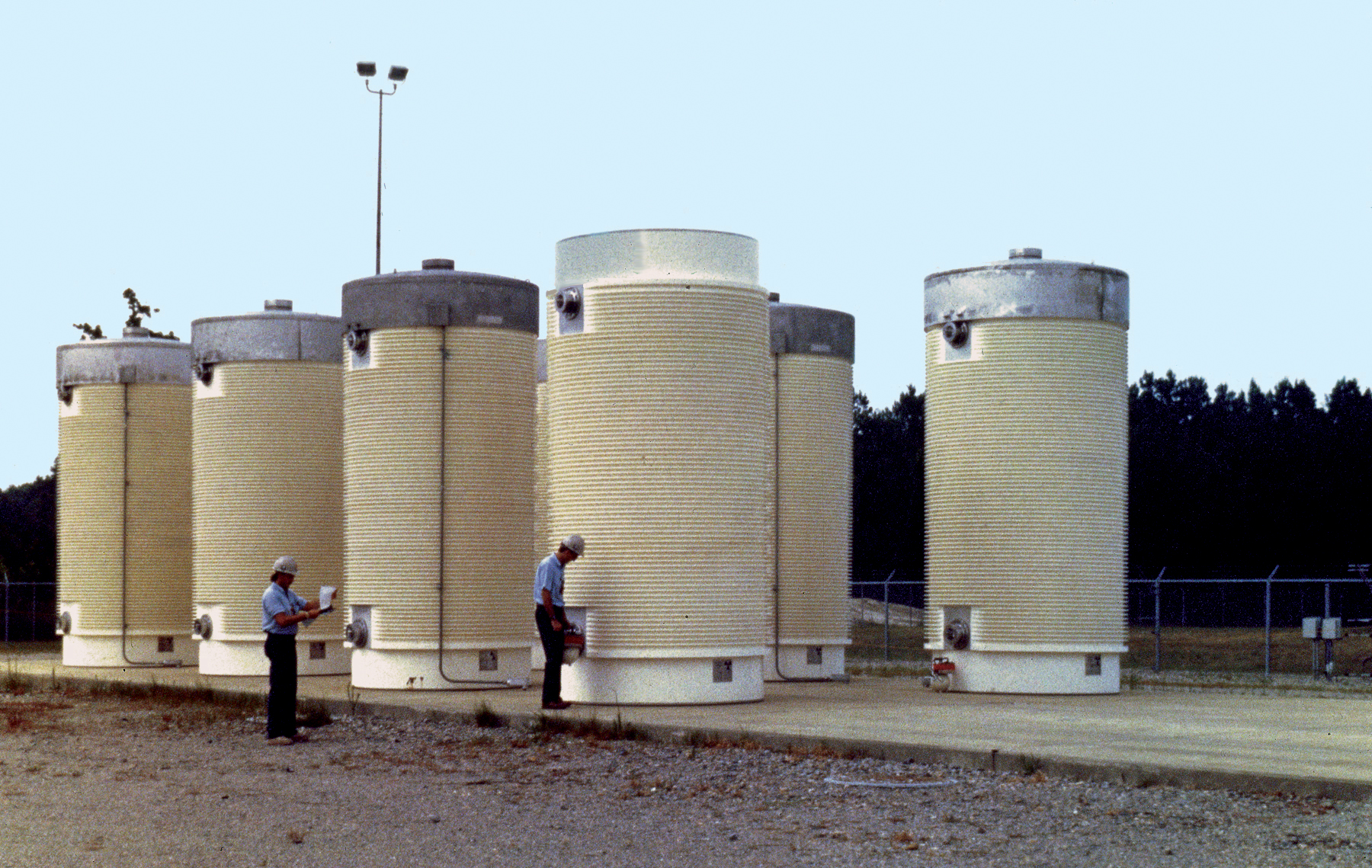
تخزين المخلفات الإشعاعية في الولايات المتحدة

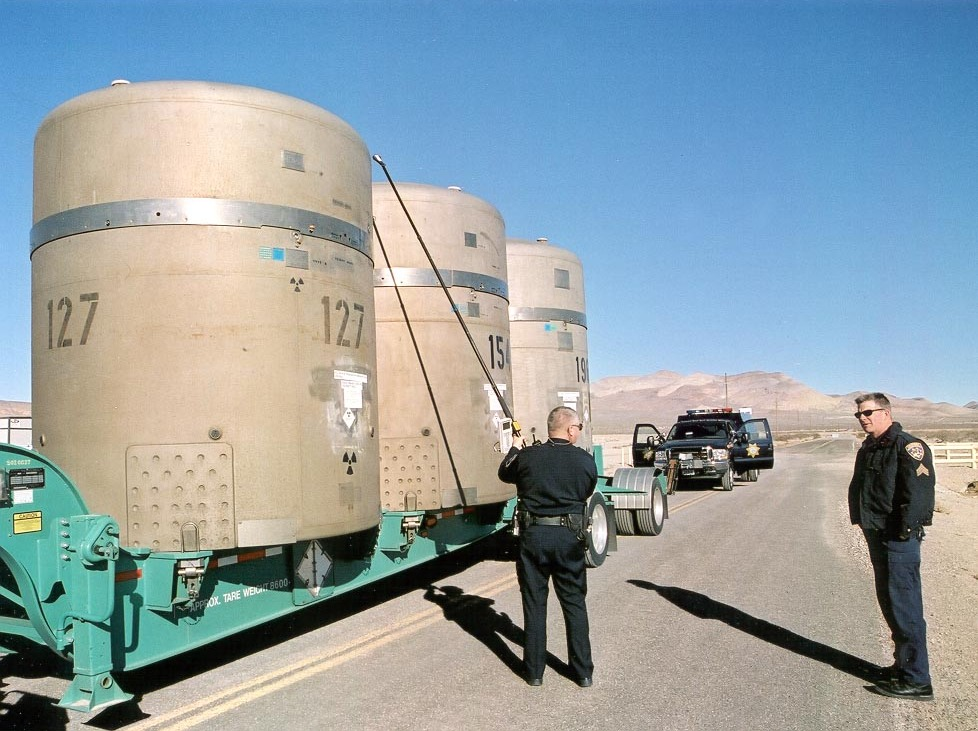
عملية نقل المخلفات النووية

قانون سياسة النفايات النووية لعام 1982 هو قانون اتحادي للولايات المتحدة أنشأ برنامجًا وطنيًا شاملاً للتخلص الآمن والدائم من النفايات شديدة النشاط.

## نبذة
خلال السنوات الأربعين الأولى التي تم فيها إنشاء النفايات النووية في الولايات المتحدة، لم يتم سن أي تشريع لإدارة التخلص منها. تم الاحتفاظ بالنفايات النووية التي لا يزال بعضها مشعًا وعمر نصف عمره أكثر من مليون عام، في أنواع مختلفة من التخزين المؤقت.
ومما يثير القلق بشكل خاص أثناء التخلص من النفايات النووية منتجان للانشطار طويل العمر، هما تكنيشيوم-99 (عمر النصف 220,000 سنة) و اليود 129 (عمر النصف 17 مليون سنة)، اللذين يهيمنان على النشاط الإشعاعي للوقود المستهلك بعد بضعة آلاف من السنين. العناصر الأكثر إثارة للقلق في الوقود المستنفد هي نظائر النبتونيوم-237 (نصف عمر مليوني سنة) و بلوتونيوم-239 (نصف عمر 24000 عام).

## الأهمية
جاءت معظم النفايات النووية الحالية من إنتاج الأسلحة النووية. تم تخزين حوالي 77 مليون جالون من النفايات النووية العسكرية في شكل سائل في خزانات الصلب، معظمها في جنوب كارولينا وواشنطن وإيداهو.
في القطاع الخاص استخدمت 82 محطة نووية عام 1982 وقود اليورانيوم لإنتاج الكهرباء. تم تخزين قضبان الوقود المستنفد المشعة للغاية في برك من المياه في مواقع المفاعلات، ولكن العديد من المرافق كانت تنفد من مساحة التخزين.
أنشأ قانون سياسة النفايات النووية لعام 1982 جدولًا زمنيًا وإجراءات لإنشاء مستودع دائم تحت الأرض للنفايات المشعة عالية المستوى بحلول منتصف التسعينيات، ووفر بعض التخزين الفيدرالي المؤقت للنفايات، بما في ذلك الوقود المستهلك من المفاعلات النووية المدنية.
أُذن لحكومات الولايات باستخدام حق النقض ضد قرار الحكومة الوطنية بوضع مستودع للنفايات داخل حدودها، وسيظل حق النقض قائما ما لم يصوت مجلسا الكونغرس على إبطاله. كما دعا القانون إلى وضع خطط بحلول عام 1985 لبناء مرافق تخزين قابلة للاسترداد، حيث يمكن الاحتفاظ بالنفايات لمدة تتراوح بين 50 و 100 عام أو أكثر ثم يتم إزالتها للتخلص الدائم منها أو لإعادة معالجتها.
كلف الكونغرس وزارة الطاقة الأمريكية بمسؤولية تحديد موقع وبناء وتشغيل وإغلاق مستودع للتخلص من الوقود النووي المستهلك والنفايات المشعة عالية المستوى.
تم توجيه وكالة حماية البيئة الأمريكية لوضع معايير الصحة والسلامة العامة لإطلاق المواد المشعة من المستودع، وكان مطلوبًا من اللجنة التنظيمية النووية الأمريكية إصدار لوائح تحكم بناء وتشغيل وإغلاق المستودع. وطُلب من مولِّدي ومالكي الوقود النووي المستهلك والنفايات المشعة عالية المستوى دفع تكاليف التخلص من هذه المواد المشعة.
سيتم تمويل برنامج النفايات، الذي كان من المتوقع أن يكلف مليارات الدولارات، من خلال رسوم تدفعها المرافق الكهربائية على الكهرباء المولدة بالطاقة النووية. تم إنشاء مكتب مدني للنفايات المشعة في وزارة الطاقة الأمريكية لتنفيذ القانون.